# أليسون مارجوري أشبي
أليسون مارجوري أشبي (بالإنجليزية: Alison Marjorie Ashby)‏ هي رسامة وعالمة نبات أسترالية، ولدت في 7 فبراير 1901، وتوفيت في 12 أغسطس 1987.